# Израильский разделительный барьер

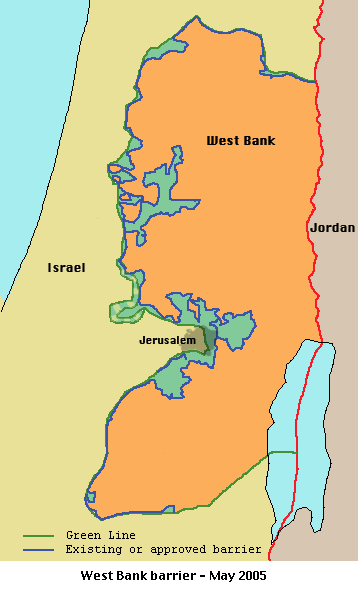
Карта сооружения.
зелёный — Зелёная линия
синий — забор и стена

Израильский разделительный барьер (ивр. גדר ההפרדה‎, разделительный забор) — пограничное сооружение Израиля, отделяющее Израиль от Западного берега реки Иордан (исторические Иудея и Самария).
Общая длина пограничного барьера составляет 703 километра. Состоит на 90 % из забора (с 60-метровой полосой отчуждения) и на 10 % из стены (высотой до 8 метров). Более чем на 20 % своей протяжённости барьер не совпадает с «зелёной линией», а вдаётся на территорию Западного берега реки Иордан, которую палестинцы считают своей, и «отгораживает» к израильской стороне более 10 % этой территории.
Основными целями строительства забора являлись:
- защита территории государства Израиль от атак террористов для обеспечения глобальной безопасности;
- защита еврейских поселений, коммуникаций и дорог, находящихся вблизи границы, от нападений и снайперского обстрела со стороны палестинских террористов;
- отделение основной части арабского населения от столкновений с еврейским населением;
- создание предпосылок для окончательного размежевания территорий от Израиля и объявление барьера фактической границей государств;
- контроль некоторых важных для государства Израиль участков земли.

Строительство началось в 2003 году, когда премьер-министром Израиля являлся Ариэль Шарон. Было запланировано закончить строительство летом 2005 года, но из-за различных жалоб в Верховный суд Израиля работы ещё не завершены.
В районах, ограниченных сооружением, более чем наполовину снизилось количество террористических актов и попыток проникновения на израильскую территорию. Однако критики разделительного барьера утверждают, что под предлогом обеспечения безопасности Израиль стремится в одностороннем порядке и без переговоров установить выгодные для себя границы между Израилем и будущим Палестинским государством. Генеральная ассамблея ООН призвала Израиль прекратить возведение барьера, а Международный суд в Гааге в консультативном заключении признал строительство нарушающим международное право в части, касающейся возведения барьера за пределами «зелёной линии» вглубь Западного берега реки Иордан.
Аналогичные разделительные стены со схожими целями созданы во многих конфликтных регионах.

## Сооружение

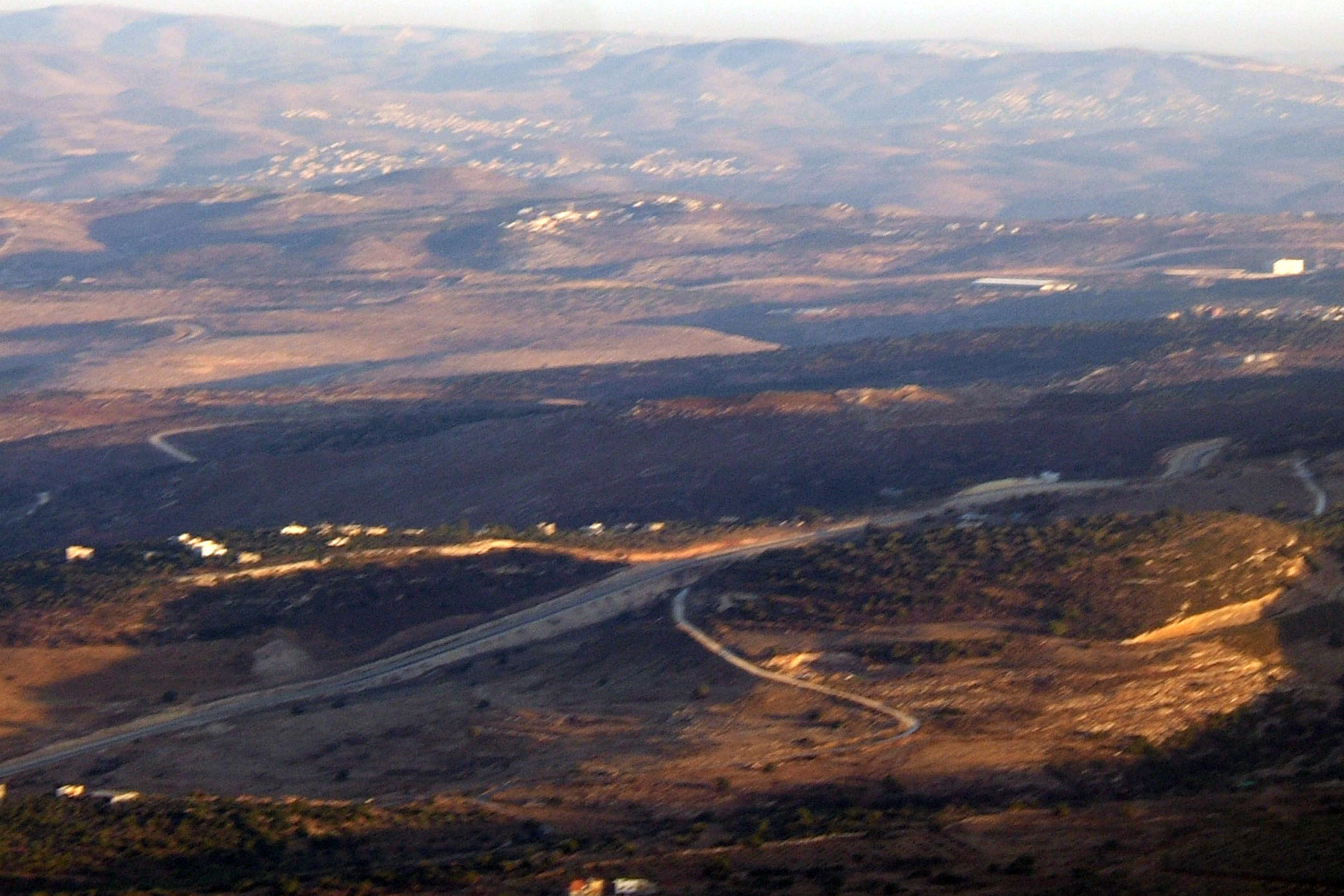
Воздушный снимок с израильской стороны

Большинство преграды (на протяжении больше 700 км) состоит из металлического забора с колючей проволокой, траншеи, забора с датчиками движения, песчаной полосы для наблюдения за следами, асфальтированной патрульной дорожки и дополнительной колючей проволоки на израильской стороне. На обе стороны забора, на ширине 70 м, посторонним вход воспрещён.
На небольшом отрезке вблизи Иерусалима (на протяжённости больше 25 км) возведена железобетонная стена высотой 8 м.

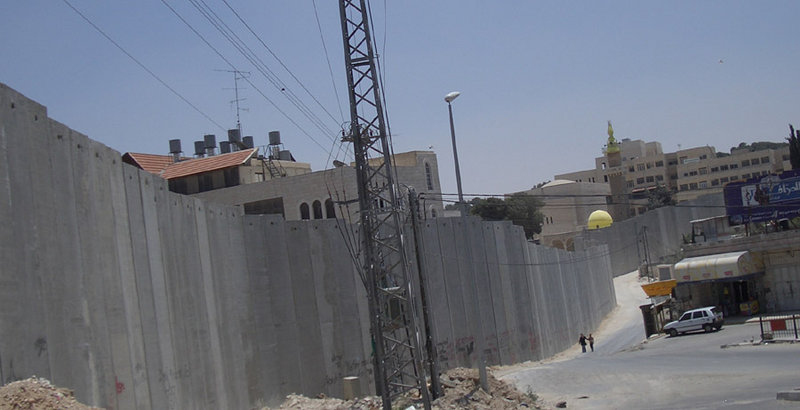
Стена между Абу-Дисом и Иерусалимом, июнь 2004

## История
Идея создания физического барьера между израильским и палестинским населением была впервые предложена в 1992 году тогдашним премьер-министром Израиля Ицхаком Рабиным, после убийства террористом из Газы 15-летней Хелены Рапп в Бат-Яме, Рабин заявил, что Израиль должен «отделить Газу от Тель-Авива» с тем, чтобы свести к минимуму трения между народами.
Во время переговоров в Осло, после вспышки насилия в октябре 1994 года, включая теракты в Иерусалиме и Тель-Авиве и похищения Н. Ваксмана, Рабин объявил о своей позиции, согласно которой «мы должны принять решение о разделении как философии. Там должна быть четкая граница. Без демаркации линии будет только поглощение Израилем 1,8 млн арабов, что просто принесет большую поддержку для Хамаса».
Первый участок стены (как бетонных плит), построенный в качестве барьера, был установлен в 1994 году. Этот участок следовал вдоль границы между посёлком Бат Хефер и городом Тулькарем.
После теракта на перекрёстке Шарон, недалеко от города Нетания, Рабин высказал более конкретные цели:

Этот путь должен привести к разделению, хотя и не по границам до 1967 года. Мы хотим достичь разделения между нами и ими. Мы не хотим, чтобы большинство еврейских жителей государства Израиль, 98 % из которых живут в пределах границ суверенного Израиля, в том числе в едином Иерусалиме, стали объектами терроризма.
Оригинальный текст (англ.)This path must lead to a separation, though not according to the borders prior to 1967. We want to reach a separation between us and them. We do not want a majority of the Jewish residents of the state of Israel, 98% of whom live within the borders of sovereign Israel, including a united Jerusalem, to be subject to terrorism.

По заявлению правительства Израиля, возведённое Израилем сооружение должно защитить мирное население от непрекращающихся проникновений террористов-смертников на территорию Израиля.
С сентября 2000 года (начало2-й интифады) сотни израильтян стали жертвами терактов. Правительство заявило, что приняло решение возводить защитное сооружение, поскольку защита своих граждан является обязанностью государства. Согласно МИД Израиля, правительство Израиля исходило из значительного уменьшения числа терактов в результате существования разделительных сооружений, поскольку почти все теракты были совершены с территории Западного берега р. Иордан, а не из сектора Газа, который уже был отделён от территории Израиля защитным забором.

### Результаты и последствия

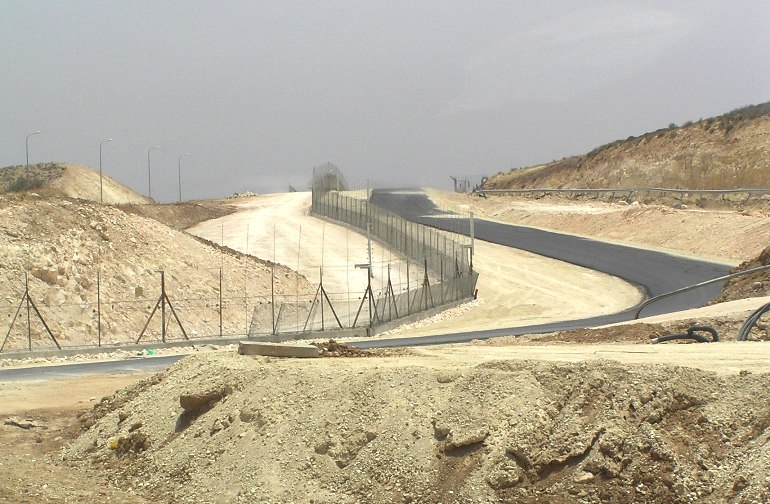
Ограждение в юго-западной части

По данным МИД Израиля, во время терактов, совершённых смертниками с Западного берега р. Иордан, в 2003 году в районах с забором было убито 46 человек и ранен 221. В районах без забора в тот же период составило 89 убитых и 411 раненых. За первое полугодие 2004 года в районах без забора в итоге терактов было убито 19 человек и 102 ранено, в то время как в районах с забором не было погибших от терактов.
Согласно данным Шабака, за 2004 год и официальной израильской статистике, количество терактов со стороны смертников в результате строительства барьера значительно уменьшилось. Согласно этим данным, потери Израиля от действий террористов в 2004 году были на 33 и 80 % меньше, чем соответственно в 2003 и в 2002 годах.
Согласно общей статистике террористических актов смертниками против граждан Израиля, с возведением стены взрывы полностью сошли на нет и по сути терроризм побеждён: 2005 — 8 взрывов, 2006 — 3 взрыва, 2007 — 1 взрыв, 2008 — 1 взрыв, с 2009 по 2010 взрывов не было, 2011 — 1 взрыв.
Лидер террористической организации «Исламский джихад» также подтвердил, что забор безопасности усложняет проникновение террористов-смертников.
Согласно другим публикациям, разделительный барьер при желании очень легко преодолеть, так, 700—1000 жителей только одной палестинской деревни перебираются через него нелегально еженедельно в Израиль с целью найти там работу.

## Забор с точки зрения международного права
Международный суд ООН 9 июля 2004 года назвал отклонение трассы от Зелёной линии нелегальным и нарушением Женевской конвенции. Международный суд ООН также указал, что Израиль должен возместить ущерб, причиненный этим строительством всем юридическим и физическим лицам, вернуть изъятую у них недвижимость, а если это невозможно, то выплатить компенсацию. В декабре 2006 года Генеральная Ассамблея ООН приняла решение о создании специальной службы Реестра ущерба в составе Совета и Секретариата во главе с Исполнительным директором.
Обозреватель The Washington Post Чарльз Краутхаммер отмечает, что рассмотрение дел в этом суде требует обоюдного согласия сторон. А поскольку Израиль такого согласия не давал, то данное разбирательство вообще находится вне юрисдикции этого арбитражного суда. Краутхаммер утверждает, что факт неподсудности данного случая Международному суду признан не только США, но также Европейским союзом и Россией.

## Критика
Возведение стены вызывает бурный протест со стороны палестинцев. Стена частично отходит от «Зелёной линии» и проходит по палестинской территории. Она в некоторых местах разделяет палестинские деревни на две части, затрудняет проход крестьян к своим полям.
В результате строительства барьера:
- На израильской стороне барьера остаётся более 10 % Западного берега р. Иордан (это на 600 км² больше, чем если бы граница проходила по зелёной черте 1967 года).
- 17 палестинских деревень, чьё население составляет 28 000 человек[21], окажутся отрезанными барьером от основной палестинской территории на Западном берегу. В результате сильно пострадают семейные и социальные связи между палестинцами, оказавшимися по разную сторону барьера и испытывающими сложности с передвижениями из-за ограничений, накладываемых Израилем. Для того, чтобы иметь право проезжать на «израильскую сторону барьера» или даже проживать там в своих же домах, палестинцы должны получить особое разрешение у израильской военной администрации, которое не выдаётся подозреваемым в терроризме палестинцам.

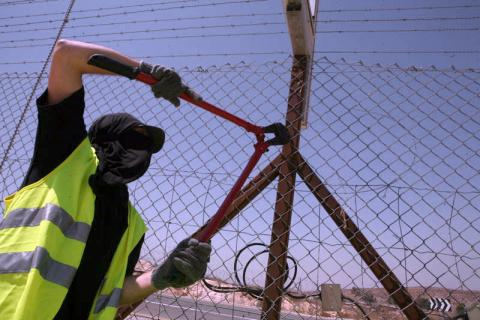
Активист израильской группы «Анархисты против стены» пытается разрезать разделительный барьер

- Примерно 120 000 палестинцев с палестинской стороны забора окажутся в населённых пунктах, окружённых с трёх сторон забором, а четвёртая сторона будет контролироваться израильскими блокпостами. Например, в такую ситуацию попал город Калькилья с населением в 42 000 человек. Въезд и выезд из города возможен только через узкий проход в окружающей город со всех сторон стене. Этот проезд (ведущий на основную палестинскую территорию) пока контролируется израильскими войсками и открыт для прохода лишь 12 часов в день.
- В результате строительства забора было конфисковано более 160 км² частных палестинских земель, другие палестинские землевладельцы были полностью отрезаны от своих земельных участков. Для многих из таких людей конфискованные или ставшие недоступными земельные участки были единственным средством к существованию и источником заработка. Ситуация усугубляется тем, что многие палестинские земледельцы с «израильской стороны» забора не смогут продавать свою продукцию на Западном берегу р. Иордан из-за ограничений передвижения.
- Согласно интернет-газете Dissident Voice, только в городе Калькилия было конфисковано 55 % сельскохозяйственных земель, принадлежащих жителям города, в результате средний заработок жителей города (живущих в основном за счёт выращивания фруктов) упал с 1000 долларов в месяц до постройки стены до 60 долларов в месяц, безработица достигла 80 %, что вызвало массовый отток населения из города[22].
- В результате строительства забора резко сократились контакты между израильской и палестинской экономикой и движение людей между сторонами. Это сказалось на палестинской экономике, качестве и уровне жизни. У жителей Палестинской автономии возникли трудности с возможностью попадать в израильские ВУЗы и здравоохранительные учреждения.